# Zünderfabrik Troisdorf
Die Zünderfabrik Troisdorf war eine Fabrikationsanlage für Sprengkapseln in Troisdorf.

## Geschichte
Am 11. Januar 1886 gründete Emil Müller in Köln die Rheinisch-Westfälische Sprengstoff-Actien-Gesellschaft (RWS). Im gleichen Jahr begann er auf Empfehlung von Wilhelm Englaender, einem aus Troisdorf stammenden Justitiar des Bankhauses Sal. Oppenheim, auf der Troisdorfer Heide (zwischen den Straßen nach Altenrath bzw. in den Altenforst und der Frankfurt-Kölner Str.) ein Werk mit 30 Backstein- und Fachwerkhäusern zu errichten.
Eine erste Produktion von Sprengkapseln lief bereits 1887 mit zunächst 65 Mitarbeitern an. Emil Müller verwendete als Initialzünder anfangs Knallquecksilber und Kaliumchlorat wie bei dem von Alfred Nobel entwickelten Zünder und erstmals Metallzylinder. Später wurden die Sprengstoffe Pikrinsäure, TNT (Trotyl) und Tetryl eingesetzt. Ein Unternehmen zur Herstellung elektrischer Zündungen, die F.E.Z., wurde um 1900 der RWS angegliedert. 1903 wurde das Werk auf Oberlar ausgeweitet, was zu einem Streit über die Gewerbesteuer zwischen den Gemeinden Troisdorf und Sieglar führte. 1909 wurde das Knallquecksilber durch das günstigere Bleiazid ersetzt. Ab 1911 stellte die Fabrik in Troisdorf Tetryl selbst her und exportierte es später auch ins Ausland. 1916 erhielt das wachsende Werk einen eigenen Bahnanschluss. Die Belegschaft hatte sich in der Zeit von 65 auf 1600 erhöht.
In den Jahren des Ersten Weltkrieges wurde Röhren-Pulver 05 hergestellt. Da die Produktion nicht ausreichte, wurde bei der RWS eine Kriegspulverfabrik errichtet. Hier waren bis zu 6000 Leute beschäftigt. Zur Versorgung der Arbeiter wurde der Sieglarer Schirmeshof mit 380 Morgen Land erworben und eine eigene Metzgerei und Bäckerei eingerichtet. 1916 wurde die F.E.Z. aus Platzgründen nach Porz und Hochkreuz ausgelagert. Nach dem Ersten Weltkrieg wurde recht schnell die Herstellung von Sprengkapseln wieder erlaubt; diese benötigte man dringend für den Bergbau. Im Juni 1931 fusionierten rückwirkend zum 1. Januar desselben Jahres die RWS (Sitz Köln) mit anderen westdeutschen Sprengstoffwerken und die Hamburger Dynamit Aktiengesellschaft zur Dynamit AG mit Sitz in Troisdorf.
Die ersten Kriegsjahre des Zweiten Weltkriegs verliefen für das getarnte Werk unbeschadet, da Luftangriffe nur Scheinanlagen trafen. Am 28. und 29. Dezember 1944 erfolgten jedoch schwere Luftangriffe auf Troisdorf und das Werk. Als am 11. April 1945 amerikanische Truppen Troisdorf besetzten, waren etwa 60 % des Werkes zerstört. Schon im Juli 1945 fertigte die Fabrik mit verbliebenen Rohstoffen und Werkzeugen und 400 Mitarbeitern wieder Sprengkapseln. Ab 1946 durften Treibkartuschen für Schlachtschussapparate, ab 1948 Jagdmunition und Treibkartuschen für Bolzensetzgeräte produziert werden.
Dynamit Nobel AG verkaufte 2001 das Sprengmittelgeschäft an das australische Unternehmen Orica. Bis 2008 produzierte Orica Zünder in Troisdorf, dann wurde das Werk geschlossen.